# Boto Daleman
Boto Daleman is een bestuurslaag in het regentschap Purworejo van de provincie Midden-Java, Indonesië. Boto Daleman telt 844 inwoners (volkstelling 2010).